# Eustache Manglé
Eustache Miessan Manglé est un footballeur ivoirien des années 1960, évoluant comme attaquant puis entraîneur.

## Biographie
International ivoirien, il participe à la CAN 1965, où il réalise un triplé contre le Congo-Léopoldville. La Côte d'Ivoire termine troisième du tournoi et il termine co-meilleur buteur avec trois buts en compagnie des ghanéens Osei Kofi et Ben Acheampong. Il participe ensuite à la CAN 1968, inscrivant un but contre l'Ouganda, mais la Côte d'Ivoire termine une nouvelle fois troisième du tournoi. Alors qu'il est un titulaire incontestable dans le premier tournoi, il ne l'est plus lors du second.
En club, il est joueur de l'ASEC Mimosas dans les années 1960, en compagnie de Laurent Pokou, avant d'en devenir l'entraîneur en 1992 et 1993, remportant le championnat ivoirien en 1992 et 1993.

## Buts connus en sélection
| Buts en sélection | Buts en sélection | Buts en sélection      | Buts en sélection  | Buts en sélection | Buts en sélection | Buts en sélection   |
|                   | Date              | Lieu                   | Adversaire         | Score             | Résultat          | Compétition         |
| ----------------- | ----------------- | ---------------------- | ------------------ | ----------------- | ----------------- | ------------------- |
| 1.                | 14 novembre 1965  | Sfax (Tunisie)         | Congo Léopoldville | 1-0 (1 but à 14e) | 3-0               | CAN 1965 (1er tour) |
| 2.                | 14 novembre 1965  | Sfax (Tunisie)         | Congo Léopoldville | 2-0 (1 but à 59e) | 3-0               | CAN 1965 (1er tour) |
| 3.                | 14 novembre 1965  | Sfax (Tunisie)         | Congo Léopoldville | 3-0 (1 but à 80e) | 3-0               | CAN 1965 (1er tour) |
| 4.                | 16 janvier 1968   | Addis-Abeba (Éthiopie) | Ouganda            | 2-1 (1 but à ?)   | 2-1               | CAN 1968 (1er tour) |